# Terry Tyler
Pour les articles homonymes, voir Tyler.
Terry Christopher Tyler (né le 30 octobre 1956, à Détroit, Michigan) est un ancien joueur américain de basket-ball.

## Biographie
Arrière issu de l'université de Detroit (aujourd'hui connu sous le nom de University of Detroit Mercy), Tyler joua 11 saisons (1978-1989) en NBA sous les couleurs des Pistons de Détroit, des Kings de Sacramento et des Mavericks de Dallas. Il totalise des moyennes de 10.2 points et 5.4 rebonds en carrière et fut nommé dans la NBA All-Rookie Team en 1979.
En 2001, il fut intronisé au Detroit Mercy Titans Hall of Fame.

## Pour approfondir
- Liste des meilleurs contreurs en NBA en carrière.